# Friedrich Dohnányi
Friedrich Dohnányi (* 13. Juni 1843 in Szobotist; † 10. November 1909 in Pressburg) war ein ungarischer Mathematiker, Physiker und Musiker und spielte eine wichtige Rolle im Geistesleben von Pressburg in der zweiten Hälfte des 19. Jahrhunderts.

## Leben
Friedrich Dohnányi studierte Mathematik und Physik an der Universität in Wien. Im Jahr 1868, im Alter von 25 Jahren, trat Friedrich Dohnányi eine Stelle als Professor am Gymnasium von Kremnitz an. Nach einem Jahr wurde er nach Neusohl berufen. In Neusohl wirkte er als Cellist im Streichquartett von Ján Levoslav Bella mit. Zusammen mit Eduard Reményi wurde Bellas erstes Quartett uraufgeführt.
Im Jahr 1873 erhielt er eine Stelle als Professor für Mathematik und Physik am königlich katholischen Gymnasium in Pressburg. Das katholische Gymnasium befand sich in einem alten Kloster, das ursprünglich für den Orden der Klarissinnen erbaut wurde und seit 1619 von den Dominikanerinnen geführt wurde. Unter Kaiser Joseph II. wurde das Kloster säkularisiert und ab dem Jahr 1786 als Gymnasium mit einer angeschlossenen juridischen Fakultät benutzt.
1897/1898 baute Friedrich Dohnányi an der Schule ein experimentelles Röntgenlabor als erstes Lehrinstitut für Röntgentechnik im damaligen Ungarn auf. Es wurden auch diagnostische Untersuchungen für das Krankenhaus vorgenommen. Friedrich Dohnányi war der Vater des ungarisch-amerikanischen Pianisten und Komponisten Ernst von Dohnányi (1877–1960) und Autor zahlreicher in Pressburg und in Budapest erschienener Publikationen.
Friedrich Dohnányi engagierte sich für den Bereich der Stenographie. 1873 übertrug er die Methode des deutschen Stenographen Leopold Arends ins Ungarische. Ab dem Jahr 1888 veröffentlichte er eine Monatsschrift unter dem Titel „Panstenographia“. 1895 veröffentlichte er ein religiöses Gesangbuch für die Jugend. Friedrich Dohnányi spielte eine wichtige Rolle im Pressburger Singverein. Der Singverein trat auch als Veranstalter von Kammerkonzerten auf, die dank der Nähe zu Wien von bedeutenden Künstlern und Komponisten wie Franz Liszt, Johannes Brahms, Clara Schumann, Joseph Joachim oder Theodor Leschetizky besucht wurden. Friedrich Dohnányi trat in diesem Rahmen öffentlich zusammen mit Franz Liszt auf. In der Wohnung der Dohnányis fanden regelmäßig Kammermusikkonzerte statt, bei denen auch Béla Bartók als Mitschüler von Ernst Dohnányi teilnahm.